# Falcão

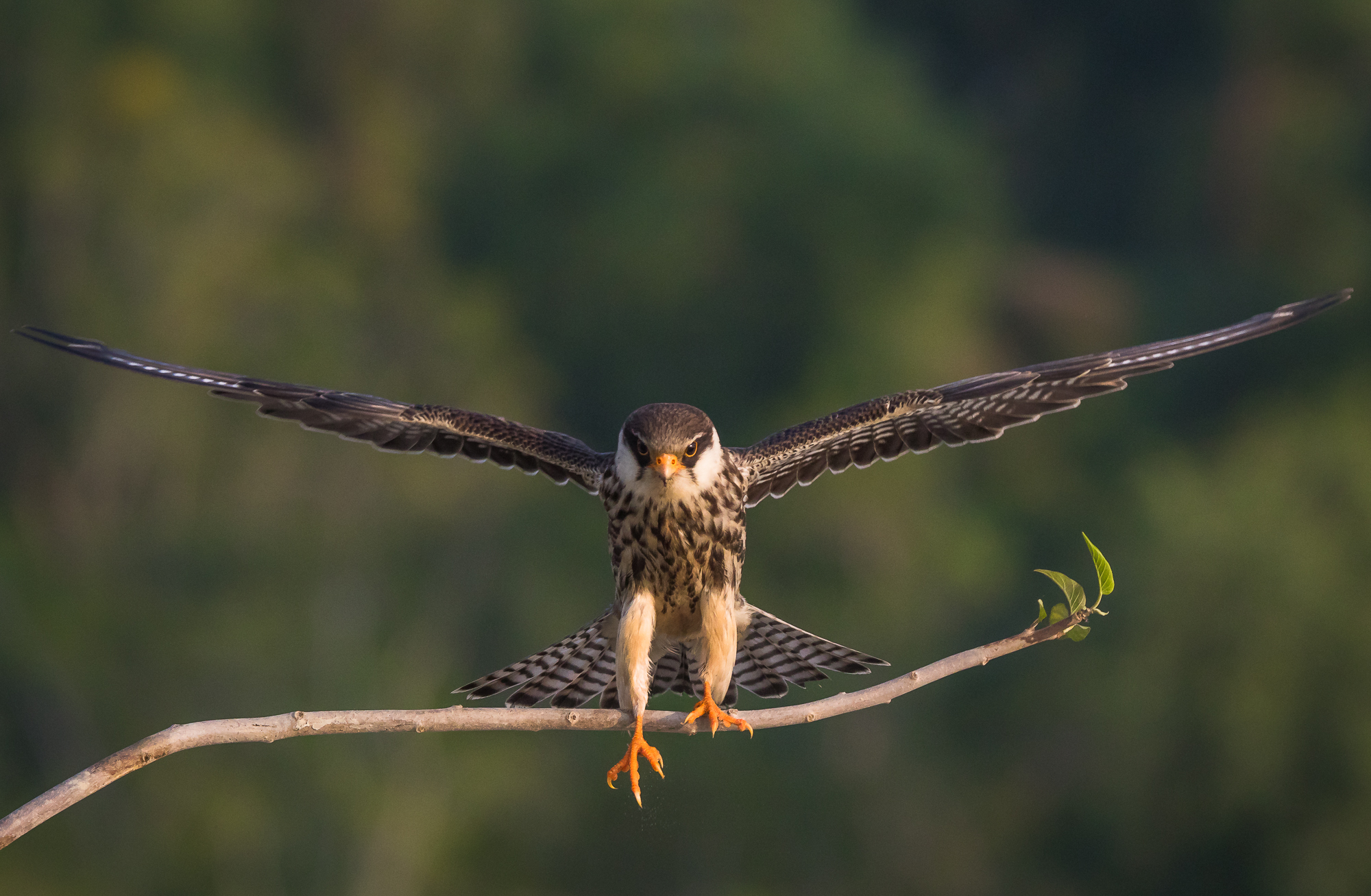
Falco amurensis

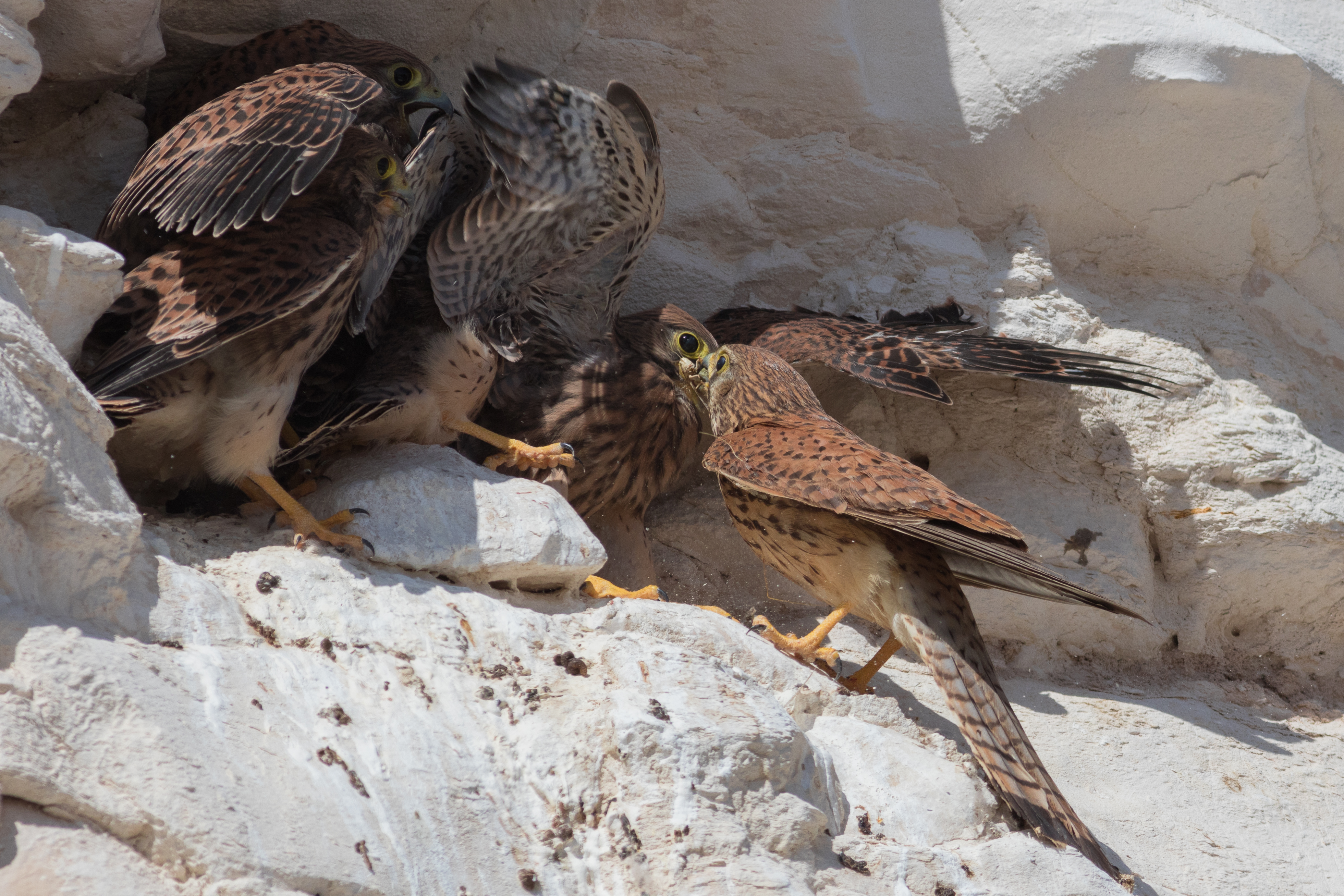
Falco naumanni

Falcão é o nome genérico dado a várias aves da família Falconidae, mais estritamente aos animais classificados dentro do género Falco, mas algumas espécies também são conhecidas pelo nome genérico peneireiro, devido ao hábito que têm de peneirar para caçar. Os falcões são as menores aves de rapina medindo cerca de 15 a 60 cm de comprimento. São também muito leves pesando entre 35 g a 1,7 kg. O que diferencia os falcões das demais aves de rapina é o fato de terem evoluído no sentido de uma especialização no voo em velocidade (em oposição ao voo planado das águias e abutres e ao voo acrobático dos gaviões), facilitado pelas asas pontiagudas e finas, favorecendo a caça em espaços abertos — daí o fato dos falcões não serem aves de ambientes florestais, preferindo montanhas e penhascos, pradarias, estepes e desertos.
Os falcões podem ser identificados pelo fato de não planarem em correntes termais, como outras aves de rapina. O falcão-peregrino, especializado na caça de aves médias e grandes em voo, pode atingir 430 km/h em voo picado e é o animal mais rápido da terra. Diferentemente das águias e gaviões, que matam suas presas com os pés, os falcões utilizam as garras apenas para apreenderem a presa, matando-a depois com o bico por desconjuntamento das vértebras, para o que possuem um rebordo em forma de dente na mandíbula superior.
Na Idade Média, os falcões eram apreciados como animais de caça acessíveis apenas à elite (reis e nobreza).
O falcão desempenha uma função muito importante nos aeroportos, pois afasta as aves que poderiam colidir com um avião durante a sua aterragem e descolagem.

## Etimologia
"Falcão" é derivado do termo do latim tardio falcone.

## Espécies
- Peneireiro-das-torres, Falco naumanni
- Peneireiro-vulgar, Falco tinnunculus
- Peneireiro-africano, Falco rupicolus
- Peneireiro-malgaxe, Falco newtoni
- Peneireiro-das-maurícias, Falco punctatus
- Peneireiro-da-reunião, Falco duboisi
- Peneireiro-das-seichelles, Falco araea
- Peneireiro-das-molucas, Falco moluccensis
- Peneireiro-australiano, Falco cenchroides
- Falcão-americano ou quiriquiri, Falco sparverius
- Peneireiro-d'olho branco, Falco rupicoloides
- Peneireiro-vulpino, Falco alopex
- Peneireiro-ardósia, Falco ardosiaceus
- Peneireiro-de-dickinson, Falco dickinsoni
- Peneireiro-listado, Falco zoniventris
- Falcão-de-nuca-vermelha, Falco chicquera
- Falcão-de-pés-vermelhos, Falco vespertinus
- Falcão-do-amur, Falco amurensis
- Falcão-da-rainha, Falco eleonorae
- Falcão-sombrio, Falco concolor
- Falcão-de-coleira, Falco femoralis
- Esmerilhão, Falco columbarius
- Cauré, Falco rufigularis
- Falcão-de-peito-laranja, Falco deiroleucus
- Ógea-eurasiática, Falco subbuteo
- Ógea-africana, Falco cuvierii
- Ógea oriental, Falco severus
- Ógea-australiana, Falco longipennis
- Falcão-maori, Falco novaeseelandiae
- Falcão-berigora, Falco berigora
- Falcão-cinzento, Falco hypoleucos
- Falcão-preto, Falco subniger
- Falcão-lanário, Falco biarmicus
- Falcão-caçador ou falcão-lágar, Falco jugger
- Falcão-sacre, Falco cherrug
- Falcão-gerifalte, Falco rusticolus
- Falcão-das-pradarias, Falco mexicanus
- Falcão-peregrino ou falcão-real, Falco peregrinus
- Falcão-taita, Falco fasciinucha